# Eva Heidemann
Eva Heidemann (* 26. September 1933 in Herford als Eva Gehroldt; † 20. März 2022 in Rahden) war eine deutsche Politikerin der CDU.

## Ausbildung und Beruf
Eva Heidemann erlangte 1954 ihr Abitur. Nach einem pharmazeutischen Praktikum belegte sie von 1956 bis 1959 ein Studium der Pharmazie an der Universität Würzburg, das sie mit dem Staatsexamen abschloss. Ein Apothekerpraktikum schloss sich an und 1960 erhielt sie die Approbation. Von 1960 bis 1987 war Heidemann Hausfrau, seither war sie als selbständige Apothekerin tätig.

## Politik
Eva Heidemann war seit 1976 Mitglied der CDU. Dort war sie von 1976 bis 1988 Vorsitzende der CDU-Frauenvereinigung Rahden. Von 1979 bis 1999 war sie Mitglied des Rates der Stadt Rahden, in dem sie als zweite stellvertretende Bürgermeisterin fungierte. Von 1984 bis 1989 war Heidemann Vorsitzende des Sozialausschusses und von 1986 bis 1999 Vorsitzende des Schulausschusses. Ferner war sie von 1989 bis 1995 Kreisvorsitzende des CDL (Christdemokraten für das Leben e.V.). Seit 1989 gehörte sie dem CDL-Landesvorstand NRW an.
Eva Heidemann war vom 11. März 1992 bis 31. Mai 1995 und erneut vom 6. Oktober 1999 bis 1. Juni 2000 Mitglied des 11. und 12. Landtags von Nordrhein-Westfalen, in den sie jeweils nachrückte.